# ヤン・コレル
ヤン・コレル（Jan Koller, 1973年3月30日 - ）は、チェコ・南ボヘミア州スメタノヴァ・ルホタ出身の元サッカー選手。現役時代のポジションはフォワード。チェコ代表の通算最多得点記録保持者 (55得点)。

## 名前
「ヤン・コラー」と表記されることもあるが、2019年に初来日した際、サッカーキングによるインタビューで、コレルが正しい発音であると答えた。

## 経歴
1991年にZVVZミレフスコでプロ生活をスタート。
1994年にチェコの強豪クラブスパルタ・プラハへ移籍し、リーグとカップ制覇を果たす。
身長202cmの長身を生かし、得点源として活躍し始めたのは1996年にベルギー・ジュピラーリーグのロケレンへ移籍してからで、1998-99シーズンには27得点を挙げて得点王に輝いた。
1999年にはアンデルレヒトへ移籍すると同時に同年のチェコ最優秀選手にも選ばれた。
2001年にはボルシア・ドルトムントに加入。ここでも得点を量産し、2001-02シーズンのリーグ制覇に貢献した。優勝を決めた試合では"我を忘れるほど喜んだ"と回顧している。
2005-06シーズンは左膝の十字靱帯断裂で長期間の戦線離脱を余儀なくされる
が、シーズン終了間際に復帰。2006 FIFAワールドカップに出場するチェコ代表に選出され、本戦でもゴールを決めるなど活躍したが、その試合で負傷。その後チェコ代表は敗退した。
2006-07シーズンからはフランスのモナコに移籍。
2008年1月ドイツ・ブンデスリーガのニュルンベルクに移籍した。同年に開催されたEURO2008では3試合に出場し1得点を挙げたが、チームはグループステージで敗退した。
2011年8月17日に現役引退を表明した。
現役引退後は、ASモナコのCチームの監督を務めていた友人に誘われ、2012年からディヴィジョン・ドヌール・レジオナル（フランスの地域リーグ。7部に相当）に所属するモナコのCチームでプレーイングマネージャーとなった。2016年に退団した後も引き続きモナコに在住し、現在は古巣スパルタ・プラハのフランス担当スカウトに就いている。
チェコ代表におけるゴール数は55で歴代1位、キャップ数は91で歴代3位となっている。引退後もウラジミール・スミチェル、カレル・ポボルスキー、ロシツキー、パベル・ネドベド、ペトル・チェフらと連絡を取っている。
2019年にボルシア・ドルトムントのアンバサダーとして初来日した際、印象に残っている日本人選手として香川真司の名前を挙げた。

## 代表歴

### 出場大会
- チェコ代表
  - 2006 FIFAワールドカップ

### 試合数
- 国際Aマッチ 91試合 55得点（1999年-2009年）[9]

| チェコ代表 | 国際Aマッチ | 国際Aマッチ |
| 年         | 出場        | 得点        |
| ---------- | ----------- | ----------- |
| 1999       | 10          | 9           |
| 2000       | 11          | 6           |
| 2001       | 7           | 0           |
| 2002       | 9           | 5           |
| 2003       | 9           | 7           |
| 2004       | 14          | 6           |
| 2005       | 6           | 7           |
| 2006       | 8           | 7           |
| 2007       | 9           | 4           |
| 2008       | 7           | 4           |
| 2009       | 1           | 0           |
| 通算       | 91          | 55          |